# Parkia paya
Parkia paya är en ärtväxtart som beskrevs av H.C.Hopkins. Parkia paya ingår i släktet Parkia och familjen ärtväxter. Inga underarter finns listade i Catalogue of Life.